# ホシゴンベ
ホシゴンベ（星権兵衛、学名:  Paracirrhites forsteri ）はスズキ目ゴンベ科に属する海水魚である。最大でも全長20 cm程度の中型魚。体色は著しく変化に富むが、頭部に小さな斑点がみられるのが全ての個体に共通した特徴である。インド洋と太平洋の熱帯・亜熱帯域に広く生息する。日本でも南日本でみられ、サンゴ礁域では最も普通にみられるゴンベ科魚類である。

## 分類と命名
ホシゴンベはスズキ目ゴンベ科のホシゴンベ属 Paracirrhites に分類される。本種は1801年にドイツの博物学者ヨハン・ゴットロープ・テアエヌス・シュナイダーによって初記載された。本種はこの時現在のヌノサラシ属 Grammistes に分類され、Grammistes forsteri という学名を与えられた。本種はその後ホシゴンベ属に移され、現在有効な学名はParacirrhites forsteri である。
標準和名の「ホシゴンベ」は、本種の頭部に多数みられる赤褐色の斑点に注目したものである。

## 形態

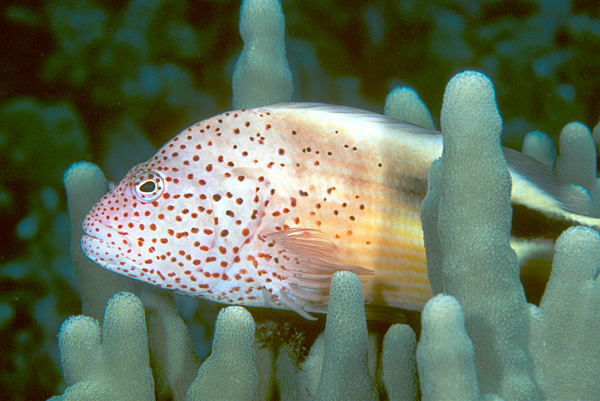
頭部に見られる赤または暗色の斑点が本種の特徴である。

本種は最大でも全長22 cm程度の中型魚である。背鰭は10棘条11軟条を、臀鰭3棘条6軟条をもつ。背鰭の各棘条の先端からは1本の皮弁が出る。胸鰭は14軟条をもつ。側線鱗は43-45枚であり、その数は近縁種と比べて少ない。
体色は成長過程で変化し、また成魚においても極めて変化に富む。黄色を基調とした体色であることが多く、黒色から暗色の縦帯が主に体の後方部にみられることもある。。全ての個体に共通する特徴として頭部に多数みられる小さな斑点が挙げられるが、幼魚では少ないこともある。アジアでは幼魚の背側は赤色であることが多いが、オセアニアでは金緑色になることが多い。

## 分布
本種はインド太平洋の熱帯・亜熱帯域に生息する。生息域は西はアフリカ東岸や紅海から、東は日本やニューカレドニア、オーストラリアまで広がっている。オーストラリアでは西オーストラリア州北西部から北部沿岸に沿ってクイーンズランド州とニューサウスウェールズ州の州境まで生息する。
日本では伊豆諸島と小笠原諸島でみられるほか、和歌山県田辺湾から沖縄諸島にかけての海域で散発的にみられる。日本のサンゴ礁では最も普通にみられるゴンベ科魚類である。
サンゴ礁域の水深30m以浅の浅所に生息し、造礁サンゴの群体上や枝間でよくみられる。

## 生態

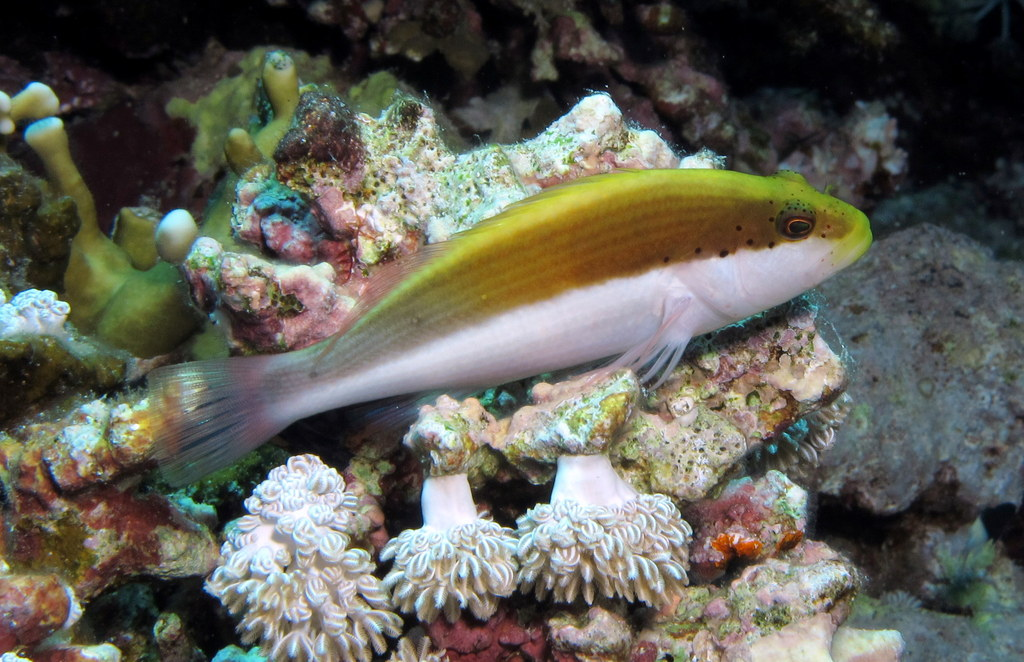
胸鰭を支えにサンゴ上に静止し、獲物を待ち伏せる。

本種は肉食魚で、待ち伏せ捕食者である。サンゴ礁の上部で硬い胸鰭を支えとして静止しながら、甲殻類や小魚といった獲物が通過すればそれに飛びついてそ捕食する。群をつくらず単独で行動することが多いが、ペアや一匹のオスと複数のメスからなるハーレムを形成して行動することもある。他のゴンベ科魚類と同様、雌性先熟の性転換を行う。各個体ははじめメスとして成熟するが、集団中にオスがいなくなるとその中で最も大きいメス個体がオスに性転換する。

## 人間との関係
本種は食用としての価値はそれほどないものの、生息域の全域において延縄漁などで時折漁獲される。観賞魚として流通することもある。
スクーバダイビングで観察されることも多いが、本種は人をあまり恐れず、ダイバーが近づいてもなかなか逃げないことが多い。

## ギャラリー

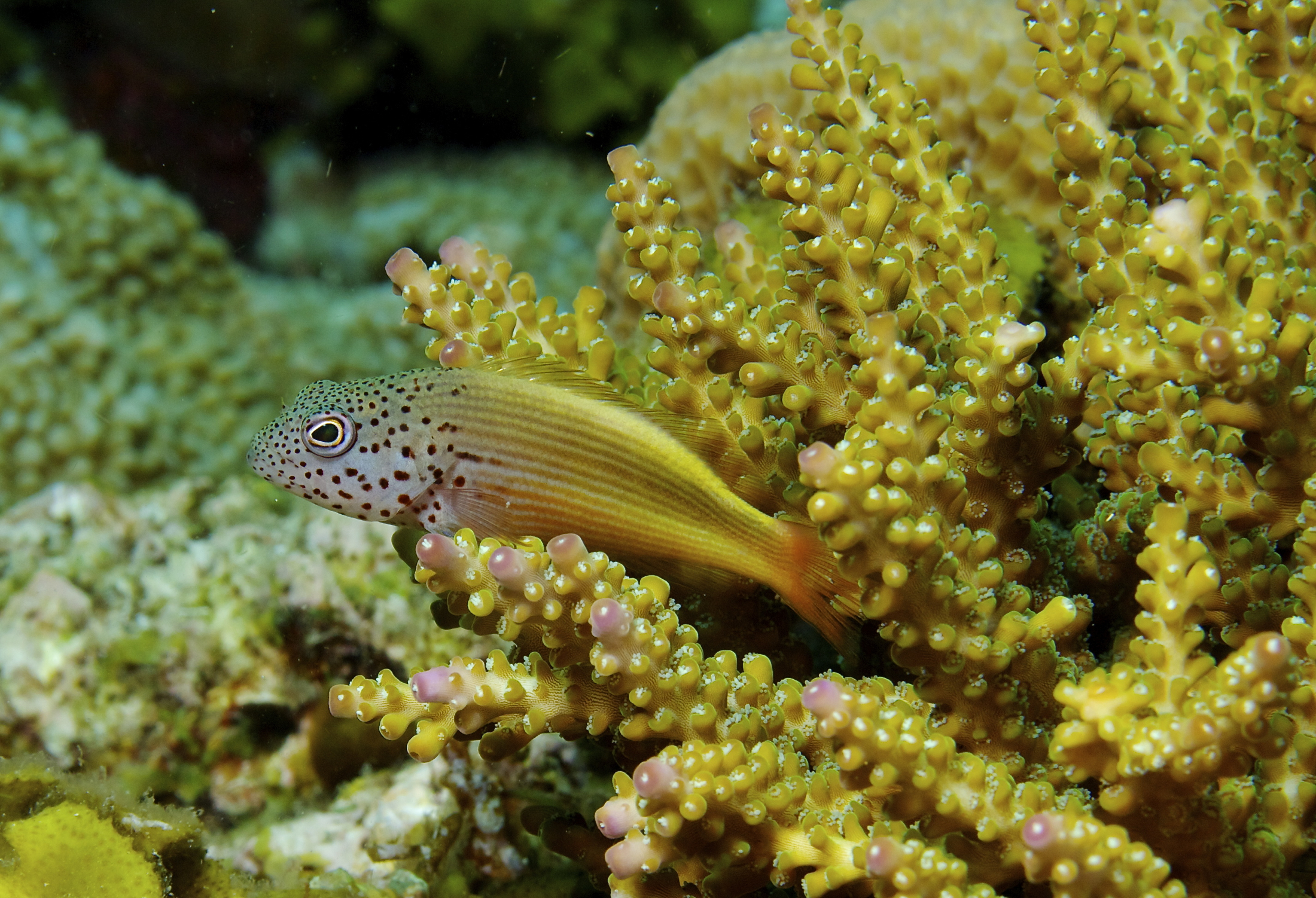
幼魚（パプアニューギニア）
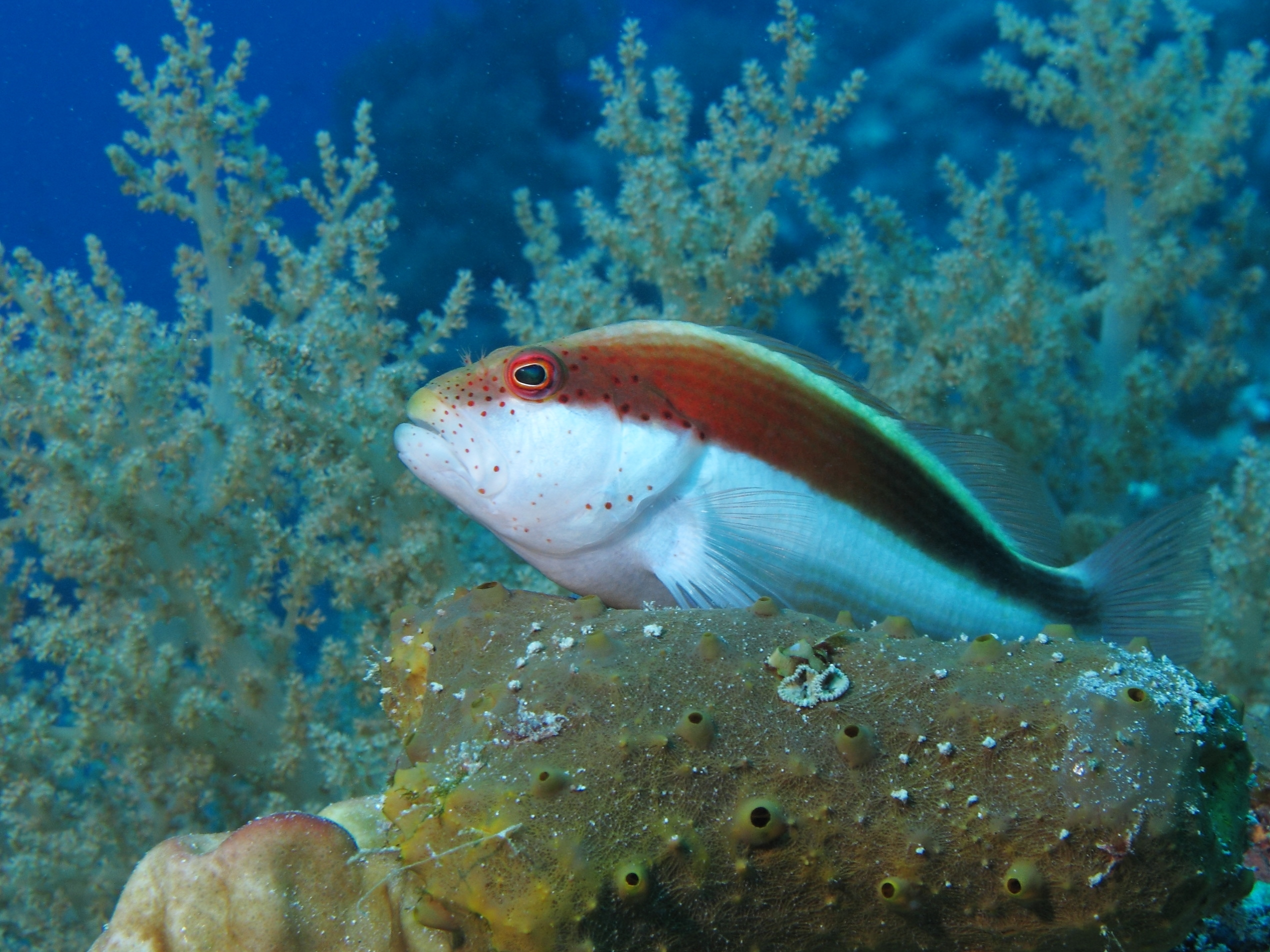
赤と白の体色の成魚 (エジプト、紅海)
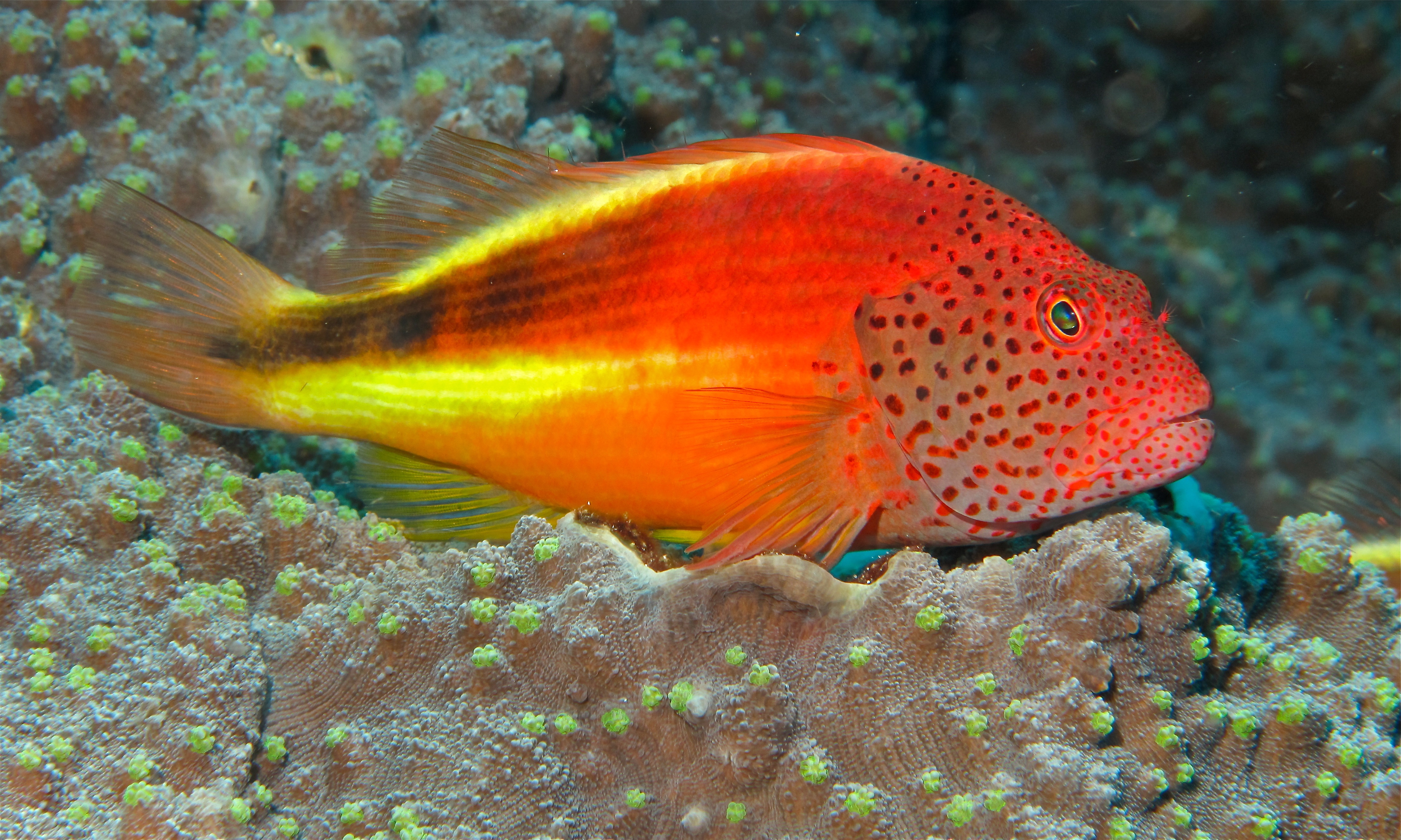
赤と黄色の体色の成魚 (インドネシア、スラウェシ島)
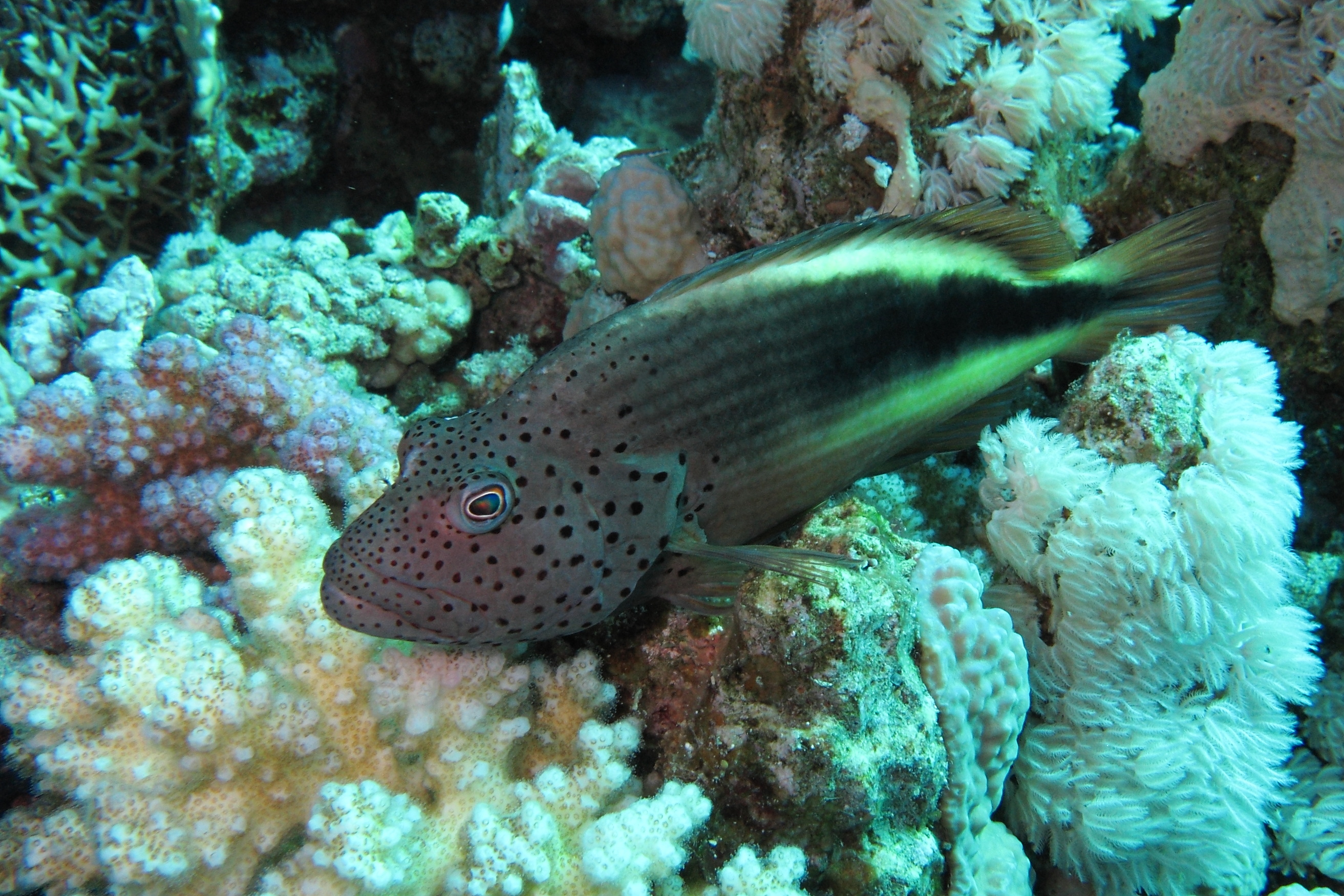
黒い体色の成魚 (エジプト、紅海)